# 過去・現在・未来そして夢
『過去・現在・未来そして夢』（原題：The Case of the 3 Sided Dream in Audio Color）は、アメリカ合衆国のジャズ・ミュージシャン、ローランド・カークが1975年にアトランティック・レコードから発表したスタジオ・アルバム。

## 背景
オリジナルLPは2枚組だが、実際に曲が収録されているのはサイド1からサイド3までで、サイド4は約8分の無音状態を経てカークの笑い声、それから約3分の無音状態を経てカークが電話をかける声が収録された。なお、LPのサイド4に当たる部分は、リマスターCDでは「テレフォン・カンヴァセーション」というタイトルが付いている。
本作では列車の音、馬の足音、クラクション、爆発音、クラシック音楽の断片、ビリー・ホリデイの声を含む様々なサウンド・エフェクトが使用された。当時ジョエル・ドーンのアシスタントを務めていたハル・ウィルナーは、本作を「ジャズのサージェント・ペパーズ」と表現しており、ジョン・クルースは自著『ローランド・カーク伝 溢れ出る涙』において本作と『サージェント・ペパーズ・ロンリー・ハーツ・クラブ・バンド』の類似点を指摘している。
「バイ・バイ・ブラックバード」で使用された「トランバフォン」と呼ばれる楽器は、トランペットにソプラノ・サクソフォーンのマウスピースを付けたものである。

## 反響・評価
『ビルボード』のジャズ・アルバム・チャートでは34位に達した。
Thom Jurekはオールミュージックにおいて5点満点中4点を付け「"Bye, Bye, Blackbird"におけるマイルス・デイヴィスとジョン・コルトレーンの模倣から、甲高くファンキーな解釈の"High Heel Sneakers"、そして"The Entertainer"のデルタとニューオーリンズを行き来したヴァージョンに至るまで、カークはグルーヴの深みの中にいる。しかし、カークが生み出すグルーヴは極めて巨大、宇宙的、深遠、そして穏やかで、商業主義と革新性のせめぎ合いという次元を超越している」と評している。また、Jim SantellaはAll About Jazzにおいて「親しみやすいブルース・ベースのメインストリーム・ジャズと、短くて奇妙なサウンド・エフェクトをプログラムに溶け込ませた」と評している。

## 収録曲
特記なき楽曲はローランド・カーク作。オリジナルLPでは1. - 7.がサイド1、8. - 13.がサイド2、14. - 20.がサイド3に収録されていた。
1. カンヴァセーション - "Conversation" - 0:58
2. バイ・バイ・ブラックバード - "Bye Bye Blackbird" (Mort Dixon, Ray Henderson) - 2:39
3. ホーシズ（モノグラム／リパブリック） - "Horses (Monogram/Republic)" - 0:19
4. ハイ・ヒール・スニーカーズ - "High Heel Sneakers" (Robert Higginbotham) - 4:48
5. ドリーム - "Dream" - 0:51
6. 幼年時代とオハイオからの響き - "Echoes of Primitive Ohio and Chili Dogs" - 6:52
7. エンターテイナー（ドーン・イン・ザ・スタイル・オブ・ザ・ブルース） - "The Entertainer (Done in the Style of the Blues)" (Scott Joplin) - 6:01
8. フリークス・フォー・ザ・フェスティヴァル - "Freaks for the Festival" - 4:00
9. ドリーム - "Dream" - 1:30
10. 貴婦人の肖像 - "Portrait of Those Beautiful Ladies" - 6:22
11. ドリーム - "Dream" - 0:58
12. エンターテイナー - "The Entertainer" (S. Joplin) - 6:17
13. ドリーム - "Dream" - 1:03
14. ドリーム - "Dream" - 0:23
15. 貴婦人の肖像 - "Portrait of Those Beautiful Ladies" - 7:55
16. ドリーム - "Dream" - 0:51
17. フリークス・フォー・ザ・フェスティヴァル - "Freaks for the Festival" - 5:32
18. ホーシズ - "Sesroh" - 0:22
19. バイ・バイ・ブラックバード - "Bye Bye Blackbird" (M. Dixon, R. Henderson) - 2:35
20. カンヴァセーション - "Conversation" - 0:54
21. テレフォン・カンヴァセーション - "Telephone Conversation" - 12:40

## 参加ミュージシャン
- ローランド・カーク - テナー・サクソフォーン、バス・サクソフォーン、フルート、トランペット、マンツェロ、アレンジ
- コーネル・デュプリー - ギター
- ヒュー・マクラッケン - ギター
- キース・ラヴィング - ギター
- アーサー・ジェンキンス - アレンジ、キーボード
- ヒルトン・ルイズ - キーボード
- リチャード・ティー - キーボード
- フランシスコ・センテーノ - ベース
- マティアス・ピアソン - ベース
- ビル・ソルター - ベース
- ソニー・ブラウン - ドラムス
- スティーヴ・ガッド - ドラムス
- ジョン・ゴールドスミス - ドラムス
- ラルフ・マクドナルド - コンガ、パーカッション
- ローレンス・キリアン - コンガ
- パット・パトリック - バリトン・サクソフォーン
- ウィリアム・イートン - アレンジ